# (128) Nemesis
(128) Nemesis ist ein Asteroid des mittleren Hauptgürtels, der am 25. November 1872 vom US-amerikanischen Astronomen James Craig Watson am Detroit Observatory in Ann Arbor bei einer Helligkeit von 9,5 mag entdeckt wurde. Am 5. Dezember 1872 erfolgte noch eine unabhängige Entdeckung durch den französischen Astronomen Alphonse Louis Nicolas Borrelly am Observatoire de Marseille.
Der Asteroid wurde benannt nach Nemesis, der Göttin der Rache. Nemesis war die Tochter von Erebos (der Dunkelheit) und Nyx (der Nacht).

## Wissenschaftliche Auswertung
Aus Ergebnissen der IRAS Minor Planet Survey (IMPS) wurden 1992 erstmals Angaben zu Durchmesser und Albedo für zahlreiche Asteroiden abgeleitet, darunter auch (128) Nemesis, für die damals Werte von 188,2 km bzw. 0,05 erhalten wurden. Mit dem Satelliten Midcourse Space Experiment (MSX) wurden dann 1996 bis 1997 im Rahmen der Infrared Minor Planet Survey (MIMPS) neue Daten erhalten, aus denen für den Asteroiden Werte von 186,5 km bzw. 0,05 bestimmt wurden. Radarastronomische Untersuchungen am Arecibo-Observatorium am 13. und 15. Januar 2001 bei 2,38 GHz ergaben einen effektiven Durchmesser von 188 ± 21 km. Eine Auswertung von Beobachtungen durch das Projekt NEOWISE im nahen Infrarot führte 2011 zu vorläufigen Werten für den Durchmesser und die Albedo im sichtbaren Bereich von 188,0 km bzw. 0,05. Nachdem die Werte nach neuen Messungen mit NEOWISE 2012 auf 214,1 km bzw. 0,04 korrigiert worden waren, wurden sie 2014 auf 162,5 km bzw. 0,07 geändert. Nach der Reaktivierung von NEOWISE im Jahr 2013 und Registrierung neuer Daten wurden die Werte 2015 zunächst mit 190,7 km bzw. 0,04 angegeben und dann 2016 korrigiert zu 208,5 km bzw. 0,04, diese Angaben beinhalten aber alle hohe Unsicherheiten.
Spektroskopische Beobachtungen von (128) Nemesis mit dem japanischen Weltraum-Infrarotteleskop AKARI wiesen auf das Vorhandensein von ammoniakhaltigen Phyllosilicaten oder Wassereis oder beidem hin.
Photometrische Beobachtungen von (128) Nemesis wurden erstmals am 10. September 1976 am La-Silla-Observatorium in Chile durchgeführt. Während der Beobachtungsdauer von 6 ½ Stunden konnte aber nur eine geringe Veränderung in der Helligkeit festgestellt werden, was als Indiz für eine ziemlich lange Rotationsperiode angesehen wurde. Der Asteroid erhielt daher eine hohe Priorität für die Erfassung seiner Lichtkurve, was während einer Beobachtung vom 16. bis 20. Dezember 1977 am Osservatorio Astronomico di Torino in Italien und am Observatoire de Haute-Provence in Frankreich erfolgte. Es wurde daraus eine Rotationsperiode von etwa 39,0 h abgeleitet, was damals der längste bekannte Wert für einen Asteroiden darstellte. Aus regelmäßigen Helligkeitsschwankungen konnte sogar auf das Vorhandensein von kleinen topographischen Merkmalen von etwa 15 km Höhe oder Breite auf der Oberfläche geschlossen werden. Um die Genauigkeit der Rotationsperiode zu verbessern, wurden vom 5. Januar bis 14. April 2015 neue Messungen am Organ Mesa Observatory in New Mexico durchgeführt. Dies führte allerdings in der Auswertung überraschenderweise zunächst zu einer doppelt so langen Periode von 77,81 h.
Abschätzungen von Masse und Dichte für den Asteroiden (128) Nemesis aufgrund von gravitativen Beeinflussungen auf Testkörper hatten bereits in einer Untersuchung von 2012 zu einer Masse von etwa 5,97·1018 kg geführt, was mit einem angenommenen Durchmesser von etwa 184 km zu einer Dichte von 1,82 g/cm³ führte bei einer Porosität von 18 %. Diese Werte besitzen allerdings eine Unsicherheit im Bereich von ±43 %. Ein umfangreiches Programm der Europäischen Südsternwarte (ESO) zielte darauf ab, die 3D-Form und damit die Dichte von großen Hauptgürtel-Asteroiden zu ermitteln, um ihre Entstehung und Entwicklung besser zu belegen. Es wurden dazu mit dem adaptiven Optikinstrument (AO) SPHERE des Very Large Telescope (VLT) am Paranal-Observatorium in Chile hochauflösende Bilder von 42 großen (D > 100 km) Hauptgürtel-Asteroiden aufgenommen, darunter auch (128) Nemesis. Neben hochaufgelösten Bildern des Asteroiden konnten in der finalen Auswertung 2022 unter anderem folgende Daten erfasst werden:
- Mittlerer Durchmesser 163 ± 5 km
- Abmessungen in drei Achsen (178 × 163 × 147) km
- Masse 3,4·1018 kg
- Dichte 1,5 g/cm³
- Albedo 0,07
- Rotationsperiode 38,9325 h
- Position der Rotationsachse mit retrograder Rotation

Weitere photometrischen Beobachtungen erfolgten vom 17. Februar bis 29. März 2021 mit den ferngesteuerten Teleskopen TRAPPIST-North am Oukaïmeden-Observatorium in Marokko und TRAPPIST-South am La-Silla-Observatorium in Chile. Hier wurde in der Auswertung eine kürzere Rotationsperiode von 38,904 h bevorzugt, wenn auch die doppelt so lange Periode nicht völlig ausgeschlossen werden konnte. Allerdings wurde auch im Rahmen einer Zusammenarbeit der Grupo de Observadores de Rotaciones de Asteroides (GORA) vom 2. Juni bis 2. Juli 2021 an sieben Observatorien in Argentinien und zwei in Spanien ebenfalls wieder eine Rotationsperiode von 38,907 h bestimmt. Im Hinblick auf diese Resultate erfolgte daher 2022 am Organ Mesa Observatory noch einmal eine Neubewertung der Beobachtungsdaten von 2015. Es konnte dabei festgestellt werden, dass die damaligen Messwerte fast gleich gut zu Perioden von 38,91 wie 77,81 h ausgewertet werden können. Aus praktischen Überlegungen wurde daher jetzt auch hier für die Rotationsperiode ein Wert von 38,91 h als der richtige angesehen.

## Nemesis-Familie
(128) Nemesis ist namensgebendes und größtes Mitglied einer Asteroidenfamilie mit ähnlichen Bahneigenschaften, wie eine Große Halbachse von 2,72–2,75 AE, eine Exzentrizität von 0,08–0,09 und eine Bahnneigung von 4,7°–5,0°. Dazu gehören mehrere tausend sehr kleine Objekte, die entstanden sein könnten, als ein Ursprungskörper von etwa 165 km Durchmesser von einem Impaktor mit einer Größe von mindestens 3,4 km getroffen wurde, wodurch er aber nur 5 % seiner Masse verlor. Das Alter der Familie wird auf höchstens 200 Mio. Jahre geschätzt.